# 47-я стрелковая дивизия
47-я стрелковая дивизия — воинское соединение РККА, принимавшее участие в Великой Отечественной войне

## История
Сформирована 16 июля 1942 года из 21-й курсантской ударной стрелковой бригады. Находилась в рядах действующей армии в период 16 июля 1942 — 27 августа 1945..

## Награды дивизии
- 7 октября 1943 года — почётное наименование"Невельская" — присвоено приказом Верховного Главнокомандующего от 7 октября 1943 года за отличие в боях за освобождение города Невель.
- 21 декабря 1943 года —  Орден Суворова II степени — награждена указом Президиума Верховного Совета СССР от 24 декабря 1943 года за образцовое выполнение боевых заданий командования на фронте борьбы с немецкими захватчиками и проявленные при этом доблесть и мужество.[3]
- 10 июля 1944 года —  Орден Ленина — награждена указом Президиума Верховного Совета СССР от 10 июля 1944 года за образцовое выполнение боевых заданий командования в боях с немецкими захватчиками по прорыву Витебского укреплённого района, а также за овладение городом Витебск, и проявленные при этом доблесть и мужество.[4]

## Состав
- 148-й стрелковый полк
- 334-й стрелковый полк
- 353-й стрелковый полк
- 559-й артиллерийский полк
- 113-й отдельный истребительно-противотанковый дивизион
- 400-я зенитная батарея (до 15 апреля 1943 года)
- 457-й пулемётный батальон (с 10 января 1943 года по 10 мая 1943 года)
- 136-я отдельная разведывательная рота
- 102-й отдельный сапёрный батальон
- 214-й отдельный батальон связи (539-я отдельная рота связи)
- 98-й медико-санитарный батальон
- 10-я(11-я) отдельная рота химической защиты
- 157-я автотранспортная рота
- 300-я полевая хлебопекарня
- 51-й(61-й) дивизионный ветеринарный лазарет
- 1633-я полевая почтовая станция
- 1624-я полевая касса Государственного банка СССР

Периоды вхождения в состав Действующей армии:
- 16 июля 1942 года — 22 апреля 1945 года[5]

## Подчинение
| Дата            | Фронт (округ)                                    | Армия                  | Корпус                             | Примечания                                                                           |
| --------------- | ------------------------------------------------ | ---------------------- | ---------------------------------- | ------------------------------------------------------------------------------------ |
| 22.06.1941 года | Одесский военный округ                           | —                      | —                                  | —                                                                                    |
| 01.01.1942 года | Юго-Западный фронт (Великая Отечественная война) | 38-я армия             | —                                  | —                                                                                    |
| 01.02.1942 года | Юго-Западный фронт (Великая Отечественная война) | 38-я армия             | —                                  | —                                                                                    |
| 01.03.1942 года | Юго-Западный фронт (Великая Отечественная война) | 38-я армия             | —                                  | —                                                                                    |
| 01.04.1942 года | Волховский фронт                                 | 6-я армия              | —                                  | —                                                                                    |
| 01.05.1942 года | Волховский фронт                                 | 6-я армия              | —                                  | —                                                                                    |
| 01.06.1942 года | Волховский фронт                                 | 6-я армия              | —                                  | Развернуть 21-ю стр. бригаду к 15.7.1942 г. в стрелковую дивизию по штатам № 04/200. |
| 01.08.1942 года | Калининский фронт                                | 4-я ударная армия      | —                                  | —                                                                                    |
| 01.09.1942 года | Калининский фронт                                | 4-я ударная армия      | —                                  | —                                                                                    |
| 01.10.1942 года | Калининский фронт                                | 4-я ударная армия      | —                                  | —                                                                                    |
| 01.11.1942 года | Калининский фронт                                | 4-я ударная армия      | —                                  | —                                                                                    |
| 01.12.1942 года | Калининский фронт                                | 4-я ударная армия      | —                                  | —                                                                                    |
| 01.01.1943 года | Калининский фронт                                | 4-я ударная армия      | —                                  | —                                                                                    |
| 01.02.1943 года | Калининский фронт                                | 4-я ударная армия      | —                                  | —                                                                                    |
| 01.03.1943 года | Калининский фронт                                | 4-я ударная армия      | —                                  | —                                                                                    |
| 01.04.1943 года | Калининский фронт                                | 4-я ударная армия      | —                                  | —                                                                                    |
| 01.05.1943 года | Калининский фронт                                | 4-я ударная армия      | —                                  | —                                                                                    |
| 01.06.1943 года | Калининский фронт                                | 4-я ударная армия      | —                                  | —                                                                                    |
| 01.07.1943 года | Калининский фронт                                | 4-я ударная армия      | —                                  | —                                                                                    |
| 01.08.1943 года | Калининский фронт                                | 4-я ударная армия      | —                                  | —                                                                                    |
| 01.09.1943 года | Калининский фронт                                | 4-я ударная армия      | —                                  | —                                                                                    |
| 01.10.1943 года | Калининский фронт                                | 4-я ударная армия      | 83-й стрелковый корпус             | —                                                                                    |
| 01.11.1943 года | 1-й Прибалтийский фронт                          | 4-я ударная армия      | 83-й стрелковый корпус             | —                                                                                    |
| 01.12.1943 года | 1-й Прибалтийский фронт                          | 4-я гвардейская армия  | 2-й гвардейский стрелковый корпус  | —                                                                                    |
| 01.01.1944 года | 1-й Прибалтийский фронт                          | 10-я гвардейская армия | 7-й гвардейский стрелковый корпус  | —                                                                                    |
| 01.02.1944 года | 1-й Прибалтийский фронт                          | 4-я ударная армия      | 83-й стрелковый корпус             | —                                                                                    |
| 01.03.1944 года | 1-й Прибалтийский фронт                          | 6-я гвардейская армия  | 2-й гвардейский стрелковый корпус  | —                                                                                    |
| 01.04.1944 года | 1-й Прибалтийский фронт                          | 6-я гвардейская армия  | 83-й стрелковый корпус             | —                                                                                    |
| 01.05.1944 года | 1-й Прибалтийский фронт                          | —                      | —                                  | —                                                                                    |
| 01.06.1944 года | 1-й Прибалтийский фронт                          | —                      | —                                  | —                                                                                    |
| 01.07.1944 года | 1-й Прибалтийский фронт                          | —                      | 22-й гвардейский стрелковый корпус | —                                                                                    |
| 01.08.1944 года | 1-й Прибалтийский фронт                          | 6-я гвардейская армия  | 23-й гвардейский стрелковый корпус | —                                                                                    |
| 01.09.1944 года | 1-й Прибалтийский фронт                          | 6-я гвардейская армия  | 23-й гвардейский стрелковый корпус | —                                                                                    |
| 01.10.1944 года | 1-й Прибалтийский фронт                          | 6-я гвардейская армия  | 23-й гвардейский стрелковый корпус | —                                                                                    |
| 01.11.1944 года | 1-й Прибалтийский фронт                          | 6-я гвардейская армия  | 23-й гвардейский стрелковый корпус | —                                                                                    |
| 01.12.1944 года | 1-й Прибалтийский фронт                          | 6-я гвардейская армия  | 23-й гвардейский стрелковый корпус | —                                                                                    |
| 01.01.1945 года | 1-й Прибалтийский фронт                          | 4-я ударная армия      | 84-й стрелковый корпус             | —                                                                                    |
| 01.02.1945 года | 1-й Прибалтийский фронт                          | 6-я гвардейская армия  | 84-й стрелковый корпус             | —                                                                                    |
| 01.03.1945 года | 2-й Прибалтийский фронт                          | 10-я гвардейская армия | 84-й стрелковый корпус             | —                                                                                    |
| 01.04.1945 года | Курляндская группа войск (Ленинградский фронт)   | 10-я гвардейская армия | 7-й гвардейский стрелковый корпус  | —                                                                                    |
| 01.05.1945 года | Резерв Ставки                                    | 22-я армия             | 83-й стрелковый корпус             | —                                                                                    |

## Командование

### Командиры
- Чернюгов, Спиридон Сергеевич (25 мая 1 октября 1942 года), полковник;
- Чернов, Григорий Иванович (1 октября 1942 — 31 декабря 1942 года), полковник;
- Парамонов, Александр Иванович (1 января — 31 января 1943 года), полковник;
- Чернов, Григорий Иванович (1 февраля 1943 — 9 января 1944 года), полковник;
- Парамонов, Александр Иванович (9 января — 24 января 1944 года), полковник;
- Черноус, Павел Васильевич (24 января 1944 — 9 мая 1945 года), генерал-майор.

### Заместители командира
- Парамонов, Александр Иванович (13 ноября 1943 — 26 июня 1944 года), полковник;

### Начальники штаба
- Геращенко, Сергей Николаевич (май — 26 августа 1945), полковник.

## Отличившиеся воины дивизии
Герои Советского Союза:
- Дуничев, Николай Васильевич, красноармеец, разведчик взвода пешей разведки 334-го стрелкового полка. Погиб в бою 25 июня 1944 года. Звание «Герой Советского Союза» присвоено посмертно.
- Веденко, Виктор Антонович, лейтенант, командир роты 334-го стрелкового полка.
- Зуев, Алексей Михайлович, лейтенант, комсорг батальона 353-го стрелкового полка.

Кавалеры ордена Славы трёх степеней
- Попов, Василий Алексеевич, старший сержант, командир отделения управления 113-го отдельного истребительно-противотанкового дивизиона
- Репин, Илья Харитонович, старший сержант, командир орудийного расчёта 559-го артиллерийского полка
- Салыгин, Иван Алексеевич, рядовой, разведчик стрелкового батальона 334-го стрелкового полка
- Фомин,Иван Захарович, ефрейтор, разведчик взвода пешей разведки 334-го стрелкового полка. Погиб в бою 30 января 1945 года.
- Харисов, Фаррух Харисович, старший сержант, командир отделения разведки 559-го артиллерийского полка. Умер от ран в госпитале 13 января 1945 года.

## Известные люди, служившие в дивизии
- Чернов Григорий Иванович, генерал-майор, Герой Советского Союза (19 апреля 1945 года).